# Hololena
Hololena là một chi nhện trong họ Agelenidae.